# Pterostichus jacobinus
Pterostichus jacobinus är en skalbaggsart som beskrevs av Thomas Casey. Pterostichus jacobinus ingår i släktet Pterostichus och familjen jordlöpare. Inga underarter finns listade i Catalogue of Life.